# Antiszociális személyiségzavar
Az antiszociális személyiségzavar  (angolul antisocial personality disorder), disszociális személyiségzavar vagy más, elterjedt nevén szociopátia a nemzetközi betegség-osztályozási rendszereknek megfelelően a társadalomba való beilleszkedés súlyos zavara. Az antiszociális személyiség a „nem szeret, nem szorong, nem tanul” negatív triásszal írható le a legrövidebben.

## ICD-10 szerint
F60.2
Disszociális személyiségzavar
A személyiségzavart a társadalmi kötelezettségek figyelmen kívül hagyása jellemzi, a hűvös közömbösség mások érzéseivel szemben. A frusztráció toleranciája alacsony, az agresszió nagyon könnyen megnyilvánul, így az erőszak is. Mások hibáztatásának a tendenciája észlelhető, vagy hihető racionalizációi annak a viselkedésnek, ami miatt konfliktusba kerültek a közösséggel (társadalommal).
| Megnevezés                                                                   | DSM-IV | ICD-9 | ICD-10 | BNO   |
| ---------------------------------------------------------------------------- | ------ | ----- | ------ | ----- |
| DSM-IV:Antiszociális személyiségzavar (Antisocial personality disorder)      | 301.7  | 301.7 | –      | -     |
| ICD-10 és BNO:Disszociális személyiségzavar (Dissocial personality disorder) | –      | –     | F60.2  | F6020 |

## Személyiségzavar
- amorális
- antiszociális
- aszociális
- pszichopátiás
- szociopátiás

Kivéve: 
- magatartászavarok (F91.-)
- emocionálisan labilis személyiségzavar (F60.3)

## A szociopata
A szociopata a többi embert tárgynak tekinti, akiket manipulál és kihasznál, úgy, ahogy az emberek többsége egy csavarhúzót vagy egy papírzsebkendőt használ. A szociopata gyakran agresszív, nem érez empátiát (bár megjátszhatja), szégyent vagy megbánást a visszaélései miatt.
A szociopaták legnagyobb gyengesége, hogy nem tudják magukat különféle érzelmi helyzetekbe beleélni, mások helyébe képzelni. Ennek következtében általában sikeresek, hiszen céljaikat keményen, sőt kíméletlenül megvalósítják. Egyidejűleg a szociopaták sima modorú, gyakran vonzó és spontán személyiségek, meggyőző beszélőkészséggel. Rosszul viselik a monotóniát, hamar elunják magukat, állandó szükségletük van különböző impulzusokra, ami felelőtlenséggel párosul. Hazudozók, manipulálják a többieket, nincs lelkiismeret-furdalásuk, gyenge az emocionális életük, érzéketlenek, impulzívak, azaz csekély mértékben képesek kontrollálni viselkedésüket. Azt a tényt, hogy csak saját céljaikat követik, legtöbb esetben jól tudják titkolni vagy a gyanakvást elaltatni. Gyakran csak a közvetlen környezetük van azzal tisztában, hogy „valami nincs rendben”. Jürgen Müller, a müncheni Lajos–Miksa Egyetem professzora a bajor közszolgálati televíziónak nyilatkozva azt mondta, hogy a szociopaták érzelmektől függetlenül mindig ugyanazon a teljesítőképességi szinten vannak, miközben a normális embereknél érzelmi terhelés esetén csökken a teljesítmény.[forrás?]

## A pszichopata
A társadalomra, környezetre a pszichopátiás beteg jelenti a legnagyobb veszélyt, és a szakembert ennek a kórképnek a gyógyítása kecsegteti a legkisebb reménnyel. A veszélyt az is növeli, hogy a pszichopátiás ember nem mindig elvetemült külsejű, riasztó szörnyeteg. Gyakran igen jó intellektusú, simulékony modorú ember, aki kedvességével még a szakembert is megtéveszti. A pszichopata embert leginkább a fejletlen erkölcsi ítélőképesség, a többi ember érzelmeinek figyelmen kívül hagyása, a megbánás és bűntudat hiánya jellemzi. Viselkedésszintjén a pszichopátiás személyiségvonások általában bűnözéssel, hazudozással, sekélyes érzelmi élettel párosulnak, ami gyakran a partner(ek) kihasználásával vagy promiszkuitással (=gyakori partnercsere), házasságszédelgéssel is párosul, azaz állandó hódítási, uralkodási igénnyel. A betegség okait a szakma még kutatja, vélhetőleg genetikai okai vannak. Emellett agyi működészavarokat, így a frontális (homloklebeny) és parietális (elülső és oldalsó) agylebenyek működési zavarát is elképzelhetőnek tartják a pszichiáterek és farmakopszichológusok.
Az antiszociális viselkedés, illetve a fentiekben leírt tünetek gyakran már gyerekkorban megjelennek, és ezekkel érdemes szakemberhez fordulni, mivel felnőttkorra a patológiás viselkedés olyan mértékben rögzül, hogy túl sok eredmény már nem várható a beteg kezelésétől. A pszichopata személyiség klasszikus leírása megtalálható Hervey Cleckley The Mask of Sanity („Az épelméjűség álarca”) című könyvében. „A pszichopata tökéletesen szalonképes, pontosan tudja, mennyi szenvedést tud cselekedeteivel okozni környezetének, csak éppen nem törődik vele.”

### Hervey Cleckley és „Az épelméjűség álarca”
„Az épelméjűség álarca” (The Mask of Sanity) egy először 1941-ben kiadott könyv, amely a 20. század pszichopátiára utaló legbefolyásosabb klinikai leírása. Cleckley úgy határozza meg a pszichopátiás beteget, mint a normális ember tökéletes másolatát, amely egy, az épelméjűséget tükröző álarccal rejti el belső emberi hiányosságait. Bár őszinte, intelligens és sokszor jó társaságnak is bizonyul, ez mind felületes, ugyanis a pszichopata ember nem képes őszinte érzelmeket érezni. Ez egyfajta védekező mechanizmusa a pszichopatának, amellyel akár 100 százalékos életet tud élni anélkül, hogy bárki gyanítaná, mit rejt az álarca.

### Jellemzők
Ezek a pszichopátia Cleckley által meghatározott jellemzői:
- Felületes báj, amit fel is használ ahhoz, hogy elérje céljait
- Téveszmék hiánya és a patológiás gondolkodás más jeleinek hiánya
- Idegeskedés hiánya
- Megbízhatatlanság
- Őszinteség hiánya
- A megbánás és szégyenérzet hiánya
- A szociális normák szándékos megszegése
- Gyenge ítélőképesség és a saját hibáiból való tanulás hiánya
- Kóros egocentrikusság, szeretetképtelenség
- Öngyilkos szándékok, bár ritkán valósítja meg
- Empátia teljes hiánya
- Személytelen, unalmas szexuális élet
- Felelőtlenség

Megjegyzés: egyes szakemberek szerint ha ebből 3 jellemző illik egy egyénre, az pszichopatának nevezhető, mások szerint ez téves, mert egyrészt három személyiségvonásból nem lehet felállítani semmiféle diagnózist, nemhogy olyan súlyosságúét, mint a pszichopátia (ami egyébként nagyon közel van a nárcisztikus személyiségzavarhoz), másrészt pl. a géniusz sok tekintetben hasonlít egy pszichopatára, de csak vonásokban. A pszichopata mindig pusztítani akar – másokat, szinte soha nem önmagát, és mások elért eredményeit; a géniusz ellenben mindig épít, a pusztítása legtöbbször maga ellen forduló (autoagresszió, önsorsrontás), nem mások ellen irányul. 
Cleckley volt az szintén, aki bemutatta a jelentéstani elmebajt mint fogalmat. A pszichopata képtelen a neurotipikus emberek gondolkodását megérteni. Az épelméjűség álarca mögött a pszichopata érzelmi szerkezete összeomlott.
Összefoglalásképpen, Cleckley határozottan elkülöníti a pszichopatát más, akár szenvedély betegségben szenvedő egyéntől, vagy személyiségzavaros bűnözőktől. Cleckley úgy jellemzi a pszichopatát, mint intelligens egyént, annak ellenére, hogy a kudarcot és a pusztítást keresi minden ok nélkül, amit talán még maga a pszichopata sem ért. Ezt Cleckley szociális öngyilkosságnak nevezi. A pszichopata valahol mélyen élvezi a helyzetet, ha bajba kerül.

### A pszichopata mint bűnöző
Cleckley tisztában van vele, hogy sok meghatározó különbség van a pszichopata és a mindennapi bűnöző között.
- A pszichopata bűnöző ritkán használja fel, amit elér, és ritkán törekszik bármilyen cél elérésére. Látszólag minden szándék nélkül cselekszik.

- A bűnözők szándékai gyakran érthetőek egy ember számára (nem nehéz megérteni, miért lop valaki pénzt). A pszichopata ennek ellenére, ha pénzt lop vagy sikkaszt, azt gyakran bizonytalan okból teszi, és ritkán használja fel a megszerzett pénzt hasznos dolgokra.

- Az átlagos bűnözők saját magukat mentik és inkább másokat bántanak, holott a pszichopata, bár fájdalmat okoz másoknak, általában magát szokta szégyenteljes helyzetbe keverni. A legkomolyabb kár, amit a pszichopata okozhat, az ő iránti aggodalom mások részéről és a rajta való eredménytelen segítség.

- A tipikus pszichopata (Cleckley megfigyelése alapján) kerüli a gyilkosságot. A pszichopata antiszociális viselkedése úgy értelmezhető, mint ha csak úgy lett volna megalkotva, hogy saját magának ártson. Cleckley azt is hozzá teszi, hogy a komoly és erőszakos bűncselekményeket elkövető emberek nem mutatják a pszichopátia jellemzőit.

Cleckley azt is kimondja, hogy bár a legtöbb börtönben lévő bűnöző mutatja a pszichopátiás elmezavarra utaló jeleket, csak nagyon kevés igazi pszichopata van börtönben.

### Elsődleges és másodlagos pszichopata
Karpman nevéhez fűződik a pszichopátia két csoportjának megkülönböztetése, az elsődleges és másodlagos pszichopátia fogalma. A fogalmakat később más szerzők is átvették, kisebb-nagyobb módosításokkal. Az elsődleges pszichopátia prototipikus formaként tekinthető, fő jellemzője az alacsony szintű szorongás, melynek következtében megjelenik az antiszociális viselkedés, a bűntudat hiánya és a tanulásra, belátásra való képtelenség. A másodlagos pszichopaták ezzel szemben az átlagosnál magasabb mértékben tapasztalnak negatív érzéseket, az átlagosnál erősebben szoronganak, esetükben az antiszociális viselkedés válasz az intrapszichés konfliktusokra és az érzelmi distresszre . Az elsődleges pszichopátia kialakulása biológiai alapokra tehető, jellemző a kockázatkeresés, extraverzió, impulzivitás, alacsony arousal miatti ingerkeresés, míg a másodlagos pszichopaták viselkedését inkább környezeti hatások alakítják, melynek során a gyermekek torz proszociális modelleket építenek ki, szocializációjuk egyre inkább eltér a kívánatostól.

## A szociopata személyiség kialakulásának feltételezett okai
Az antiszociális személyiség kialakulását értelmező elméletek együttesen jól magyarázzák a személyiségzavar kialakulásában szerepet játszó háttértényezőket.
A pszichodinamikus elmélet szerint az ilyen embereknél a korai, súlyos érzelmi traumák hatására az egyén „visszavonja érzelmeit”, és a későbbiekben az erőszak, a destruktivitás jellemzi kapcsolatait. A szociokulturális megközelítésű kutatások alátámasztják a súlyos érzelmi traumák korai gyermekkori elméletét. Ezek szerint az ilyen személyiségű emberek az átlagosnál jóval nagyobb mértékben voltak kitéve gyermekkorukban családi agressziónak, stressznek, konfliktusnak: gyakran szüleik ugyanolyan pszichopata karriert futottak be, mint később gyermekeik. A behaviorista modellkövetés ugyanezt az elméletet támasztja alá: a gyermek ugyanazt a mintát sajátítja el, amit szüleitől lát, ez pedig nem más, mint az erőszakos, érzelmeket figyelmen kívül hagyó, agresszív viselkedés. A modern társadalmakra jellemző, Durkheim által leírt, egyre szélesebb körben tapasztalható anómia kedvez a gátlástalan, önző, manipulatív, érzelem nélküli érdekemberek érvényesülésének. Ezek többnyire nem jellemezhetők antiszociális személyiségként, azonban számos személyiségvonásuk átfedést mutat a disszociális emberek személyiségjegyeivel. Biológiai kutatások pedig a genetikai tényezők nem elhanyagolható szerepéről számolnak be.
A pszichopátia kialakulásának genetikai okai vannak. Megfigyelhető a korai kezdet. Jó családból is származhat. Felnőtt korára egy lelketlen, de sikeres üzletember, politikus is lehet. Az antiszociális viselkedés környezeti okokra vezethető vissza. Lehetséges (de nem szükségszerű) egy hiperaktív alapszemélyiség, és mellette egy elhanyagoló, bántalmazó, alacsony szocioökonómiai státuszú család, ami antiszociális irányba tolja a viselkedést. Náluk az antiszociális viselkedés serdülőkorban jelenik meg.